# Copestylum parana
Copestylum parana är en tvåvingeart som först beskrevs av Hull 1942.  Copestylum parana ingår i släktet Copestylum och familjen blomflugor. Inga underarter finns listade i Catalogue of Life.